# Grup quàntic
En matemàtiques i física teòrica, el terme grup quàntic denota un dels pocs tipus diferents d'àlgebres no commutatives amb estructura addicional. Aquests inclouen grups quàntics de tipus Drinfeld-Jimbo (que són àlgebres de Hopf quasitriangulars), grups quàntics de matriu compacta (que són estructures d'àlgebres C* separables per unitats) i grups quàntics bicrossproduct. Malgrat el seu nom, ells mateixos no tenen una estructura de grup natural, tot i que d'alguna manera estan "a prop" d'un grup.
El terme "grup quàntic" va aparèixer per primera vegada en la teoria dels sistemes quàntics integrables, que després va ser formalitzat per Vladimir Drinfeld i Michio Jimbo com una classe particular d'àlgebra de Hopf. El mateix terme també s'utilitza per a altres àlgebres de Hopf que deformen o s'acosten a grups de Lie clàssics o àlgebres de Lie, com ara una classe de grups quàntics "bicrossproduct" introduïda per Shahn Majid una mica després del treball de Drinfeld i Jimbo.
En l'enfocament de Drinfeld, els grups quàntics sorgeixen com àlgebres de Hopf depenent d'un paràmetre auxiliar q o h, que esdevenen àlgebres d'embolcall universals d'una determinada àlgebra de Lie, sovint semisimple o afin, quan q = 1 o h = 0. Estretament relacionats hi ha certs objectes duals, també àlgebres de Hopf i també anomenats grups quàntics, que deforman l'àlgebra de funcions sobre el corresponent grup algebraic semisimple o un grup de Lie compacte.

## Significat intuïtiu
El descobriment dels grups quàntics va ser força inesperat, ja que des de fa temps se sabia que els grups compactes i les àlgebres de Lie semisimples són objectes "rígids", és a dir, no es poden "deformar". Una de les idees que hi ha darrere dels grups quàntics és que si considerem una estructura que és en cert sentit equivalent però més gran, és a dir, una àlgebra de grup o una àlgebra d'embolcall universal, llavors una àlgebra de grup o àlgebra d'embolcall es pot "deformar", encara que la deformació serà ja no segueix sent una àlgebra de grup o àlgebra envoltant. Més precisament, la deformació es pot aconseguir dins de la categoria d'àlgebres de Hopf que no requereixen que siguin commutatives o cocommutatives. Es pot pensar en l'objecte deformat com una àlgebra de funcions sobre un "espai no commutatiu", en l'esperit de la geometria no commutativa d'Alain Connes. Aquesta intuïció, però, es va produir després que classes particulars de grups quàntics ja havien demostrat la seva utilitat en l'estudi de l'equació quàntica de Yang-Baxter i el mètode de dispersió inversa quàntica desenvolupat per l'Escola de Leningrad (Ludwig Faddeev, Leon Takhtajan, Evgeny Sklyanin, Nicolai Reshetikhin i Vladimir Korepin) i treballs relacionats de l'escola japonesa. La intuïció darrere de la segona classe de grups quàntics, bicrossproduct, era diferent i prové de la recerca d'objectes autoduals com a aproximació a la gravetat quàntica.

## Grups quàntics tipus Drinfeld-Jimbo
Un tipus d'objectes anomenats comunament "grup quàntic" va aparèixer en el treball de Vladimir Drinfeld i Michio Jimbo com una deformació de l'àlgebra d'envoltant universal d'una àlgebra de Lie semisimple o, de manera més general, una àlgebra de Kac-Moody, a la categoria de Hopf. àlgebres. L'àlgebra resultant té una estructura addicional, convertint-la en una àlgebra de Hopf quasitriangular.

## Grups quàntics de matriu compacta
SL Woronowicz va introduir grups quàntics de matriu compacta. Els grups quàntics de matriu compacta són estructures abstractes sobre les quals les "funcions contínues" de l'estructura estan donades per elements d'un àlgebra C*. La geometria d'un grup quàntic de matriu compacta és un cas especial de geometria no commutativa.
Les funcions contínues de valors complexos en un espai topològic compacte de Hausdorff formen una àlgebra C* commutativa. Segons el teorema de Gelfand, una àlgebra C* commutativa és isomòrfica a l'àlgebra C* de funcions contínues de valors complexos en un espai topològic compacte de Hausdorff, i l'espai topològic està determinat de manera única per l'àlgebra C* fins a l'homeomorfisme.